# Frankie Campbell
Frankie Campbell (* 1904 als Francisco Camilli in Hibbing, Minnesota; † 25. August 1930 in San Francisco) war ein US-amerikanischer Profiboxer italienischer Abstammung.

## Todesfall durch Boxkampf
Campbell bestritt seinen letzten Kampf am 25. August 1930 in San Francisco gegen den späteren Weltmeister Max Baer. Nachdem Campbell in der 5. Runde sehr harte Schläge einstecken musste, brach er zusammen. Bereits im Boxring versuchten die anwesenden Ärzte über 30 Minuten vergeblich Frankie Campbell wiederzubeleben, aber er starb wenige Stunden später im Krankenhaus an einem Schädel-Hirn-Trauma. Dem Ringrichter des Kampfes wurde später vorgeworfen, den Kampf nicht rechtzeitig abgebrochen zu haben, selbst als Campbell schon bewusstlos in den Seilen hing. Er wurde suspendiert. Max Baer überlegte nach dem Todesfall ernsthaft, mit dem Boxen aufzuhören. In der Folge unterstützte er die Hinterbliebenen Campbells finanziell, so zahlte er u. a. für die Ausbildung dessen Kinder.